# Waskaars
Een waskaars is een kaars die uit bijenwas is vervaardigd.
Aangezien bijenwas een betrekkelijk dure grondstof was, werden waskaarsen beschouwd als een luxeproduct. Dit werd voornamelijk gebruikt in de Katholieke en Joodse eredienst en ten huize van gegoede personen. Voor de gewone mens was tot omstreeks 1830 de kwalitatief inferieure smeerkaars een alternatief voor verlichtingsdoeleinden.
De bijenwas werd meestal door zonlicht gebleekt in een wasblekerij, teneinde een witte kleur te verkrijgen.
Omstreeks 1800 bestonden er ongeveer 100 waskaarsenmakerijen in Nederland. De Bolsius Groep is voortgekomen uit een Schijndelse waskaarsenfabriek die aanvankelijk vooral voor de Katholieke eredienst produceerde. Later ging deze fabriek ook over op paraffinekaarsen.
De waskaars wordt nog steeds in de eredienst toegepast, maar als verlichtingsbron is deze vervangen door andere verlichtingsbronnen, terwijl ook de in de handel verkrijgbare kaarsen zijn meestal kaarsen van stearine of paraffine.